# Gary Locke

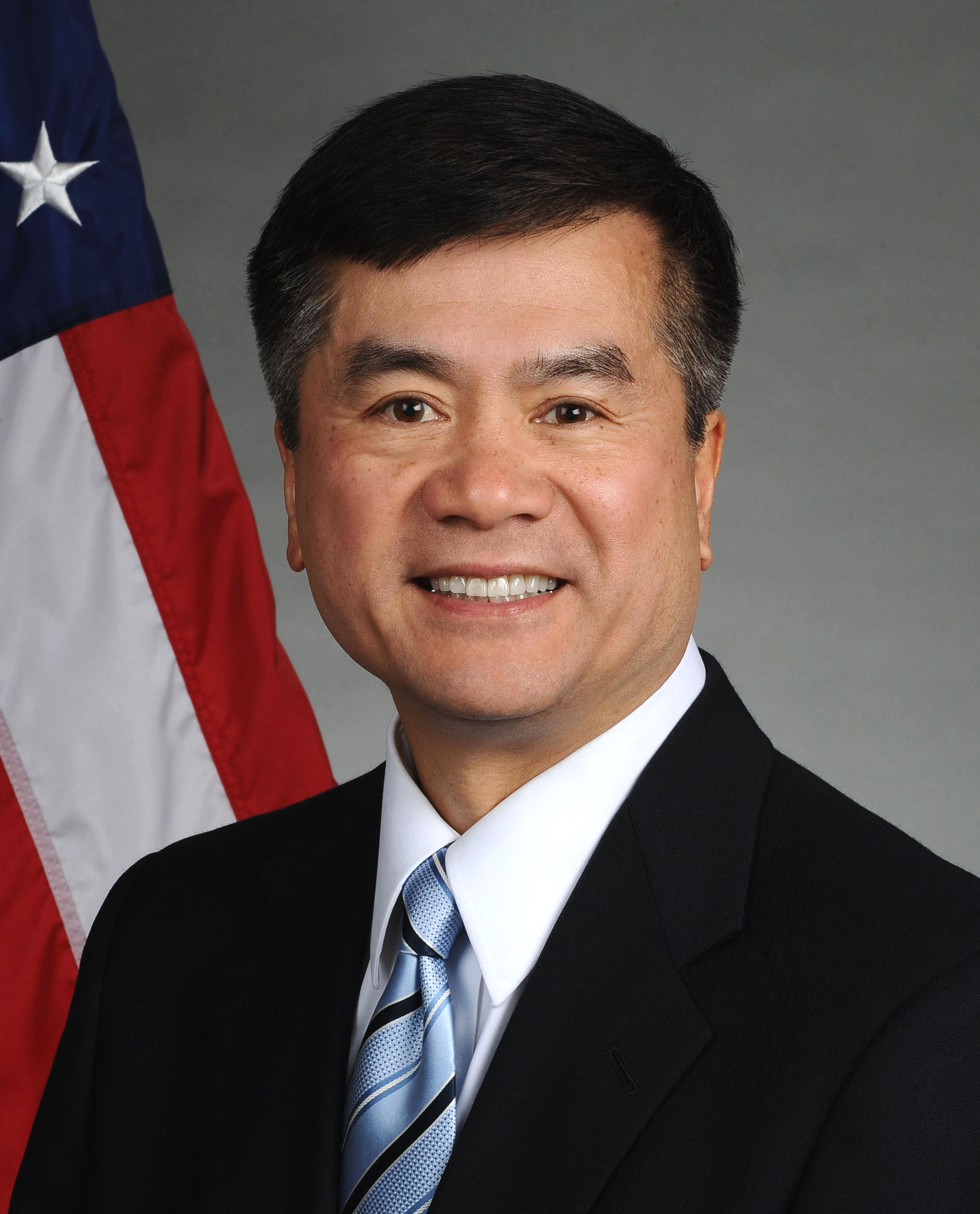
Gary Locke (2009)

Gary Faye Locke (* 21. Januar 1950 in Seattle, Washington) ist ein US-amerikanischer Diplomat und Politiker der Demokratischen Partei. Er war von 1997 bis 2005 Gouverneur des Bundesstaates Washington und der erste sinoamerikanische Gouverneur in der Geschichte der USA. Vom 24. März 2009 bis zum 1. August 2011 gehörte er dem Kabinett von Barack Obama als Handelsminister der Vereinigten Staaten an; im Anschluss daran war er bis zum 21. Februar 2014 US-Botschafter in der Volksrepublik China.

## Frühe Jahre
Wie bei Amerikanern chinesischer Abstammung üblich, erhielt Gary Locke von seinen Eltern auch einen chinesischen Namen: Luò Jiāhuī (chinesisch 駱家輝 / 骆家辉). Er studierte an der Yale University, wo er 1972 den Bachelor-Grad erlangte, und anschließend an der Boston University School of Law, wo er 1975 ein juristisches Studium abschloss. Seit 1994 ist er mit der Fernsehjournalistin Mona Lee Locke verheiratet. Das Ehepaar hat drei Kinder. Gary Locke ist Baptist.

## Politische Laufbahn
Locke wurde 1982 in das Repräsentantenhaus von Washington gewählt. 1993 wurde er zum Landrat im King County gewählt, in dem auch Seattle liegt. 1996 wurde er in der Vorwahl der Demokratischen Partei zum Kandidaten für das Amt des Gouverneurs bestimmt und gewann schließlich die Gouverneurswahl.

## Gouverneur von Washington
Gary Locke trat sein neues Amt am 15. Januar 1997 an. Nach einer Wiederwahl im Jahr 2000 konnte er bis zum 12. Januar 2005 amtieren. Zu Beginn seiner Amtszeit widmete er sich besonders der Bildungspolitik, der Förderung der wirtschaftlichen Entwicklung, der Verbesserung der Verkehrs- und Transportwege und der Reform der Verwaltung, die besser auf die Bedürfnisse der Bürger ausgerichtet werden sollte. Die 2001 einsetzende Rezession brachte diese Entwicklung aber zum Stillstand. Der Gouverneur schlug nun Haushaltseinsparungen vor, die bis zur Einfrierung von Gehältern gingen. Die Sparmaßnahmen betrafen auch die Schulen und das Gesundheitswesen. Das führte zu einem Popularitätsverlust. Dennoch wurde Locke im Januar 2003 ausgewählt, die im Fernsehen verlesene Antwortrede der Demokraten auf die State of the Union Address von Präsident George W. Bush zu halten. Im Juli 2003 erklärte er, dass er 2004 nicht für eine weitere Amtszeit als Gouverneur kandidieren werde. Als offiziellen Grund gab er an, mehr Zeit mit seiner Familie verbringen zu wollen. Einem Artikel des Seattle Post-Inquirer zufolge könnten auch Drohungen gegen Locke und seine Familie eine Rolle bei der Entscheidung gespielt haben.

## Weiterer Lebenslauf
Nach dem Ende seiner Amtszeit wurde Locke Rechtsanwalt in einer großen Kanzlei in Seattle. Im Präsidentschaftswahlkampf des Jahres 2008 unterstützte er Hillary Clinton.
Am 25. Februar 2009 nominierte US-Präsident Obama ihn als neuen US-Handelsminister. Die vorher als Kandidaten benannten Bill Richardson und Judd Gregg hatten auf das Amt verzichtet. Der US-Senat bestätigte die am 24. März 2009 ohne Gegenstimme.
Nachdem der bisherige Botschafter in der Volksrepublik China, Jon Huntsman, seinen Rücktritt erklärt hatte, wurde Gary Locke am 9. März 2011 von Präsident Obama als dessen Nachfolger benannt. Nach seiner Bestätigung durch den Senat am 27. Juli 2011, die einmütig erfolgte, legte er sein Ministeramt drei Tage später nieder und trat seinen neuen Posten an, womit er der erste chinesischstämmige US-Botschafter in Peking wurde. Als Kandidat für seine Nachfolge als Minister wurden unter anderem der Handelsvertreter der Vereinigten Staaten, Ron Kirk, und Ex-Google-CEO Eric Schmidt gehandelt, ehe Obama am 31. Mai 2011 John Bryson als künftigen Handelsminister vorstellte. Bis zu dessen Bestätigung durch den Senat führte Rebecca Blank, zuvor Lockes Stellvertreterin, das Ministerium kommissarisch. 
Am 21. Oktober 2011 übernahm Bryson nach der Bestätigung des Senats mit 74:26 Stimmen das Amt des Handelsministers.
Locke blieb bis zum Februar 2014 US-Botschafter in der Volksrepublik China; auf diesem Posten folgte ihm der ehemalige US-Senator Max Baucus.